# 岩瀬大地
岩瀬 大地 (いわせだいち、1977年 - ) は、日本のデザイン研究者。
東京造形大学教授。一般社団法人Spedagi Japan理事、TZU DESIS Lab.のディレクター、ランシット大学(タイ)のJournal of Contemporary Social Sciences and Humanitieの編集委員、
サステナブルデザイン国際会議実行委員、タイ国立キングモンクット工科大学トンブリ校建築デザイン学部客員研究員（2022年~2023年）　四川美術学院（Sichuan Fine Arts Institute）International Joint Master program 招聘教授（2024年〜）

## 来歴
東京都出身。
2003年東京造形大学造形学部環境計画デザインマネジメント卒業。
2013年タイ国立マヒドン大学大学院環境資源研究科博士課程修了。
専門は「サステナブルデザイン論」「サステナブル社会論」。
地域資源をキーワードに東南アジアや多摩地域をフィールドにサステナブルなモノづくりやサステナブルな社会のあり方について研究。
研究キーワードは、サステナビリティ、ローカリゼーション、地域資源、ポスト資本主義、トランジション、地球環境問題。

## 著書
岩瀬 大地著『竹自転車とサステナビリティ 世界の竹自転車づくりから学ぶサステナブルデザイン』、風人社、2022年　ISBN 9784910793016
岩瀬 大地著『タイに学ぶSDGsデザイン』
めこん社、2024年 ISBN 978-4839603373

## 論文
Iwase. D. (2011). Power Relations in Tourism and Environmental Transformation in Bang Saen, Thailand. Environment and Natural Resources Journal. Vol.9 (2).
Iwase. D. and Dilokwanich. S. (2013).  The Management of Capital Allocation for Sustainable Municipal Solid Waste Management System: A Case Study of Bang Saen, Thailand. EnvironmentAsia. Vol. 6 (1).
Iwase. D. (2014). The Role of Design in Creating Sustainability in Tourism Development: The Case of Bang Saen, Thailand. Nakhara : Journal of Environmental Design and Planning. Vol.10.
岩瀬 大地（2022）「タイとインドネシアデザインに見るモノづくりの特徴について」東京造形大学研究報 23.
岩瀬 大地（2024）「タイの現代デザインについて—教育、振興制度、BCGの視点から—」タイ国情報5月号.

## 受賞
グッドライフアワード|環境省グッドライフアワード（2018年）、キッズデザイン賞（2019年）、グッドデザイン賞（2024年）